# Ángel Lafita
Ángel Lafita Castillo (Zaragoza, 7 augustus 1984) is een Spaans voetballer die bij voorkeur als vleugelspeler speelt. Hij verruilde in 2012 Deportivo La Coruña voor Getafe CF.

## Clubcarrière
Lafita werd geboren in Zaragoza. Hij debuteerde op 28 augustus 2005 in het shirt van Real Zaragoza tegen Atlético Madrid. Tijdens het seizoen 2007/08 werd hij uitgeleend aan Deportivo La Coruña. In juli 2008 maakte hij voor 2 miljoen euro definitief de overstap naar Deportivo. Eén seizoen later kocht Real Zaragoza hem terug voor 2,5 miljoen euro. Na drie seizoenen verliet hij transfervrij Real Zaragoza na mislukte contractonderhandelingen met de club. Daarop tekende hij een vierjarige verbintenis bij reeksgenoot Getafe CF.
1 Letacek ·
2 Djené  ·
3 Angileri ·
4 Beroccal ·
5 Milla ·
6 Uche ·
7 Sola ·
8 Arambarri ·
9 Mayoral ·
10 Yıldırım ·
11 Aleñá ·
12 Nyom ·
13 Soria ·
15 Alderete ·
16 Rico ·
17 Pérez ·
18 Rodríguez ·
19 Federico ·
20 Santiago ·
21 Iglesias ·
22 Duarte ·
27 Aberdin ·
31 Patrick ·
Coach: Bordalás
· Assistent-coach: Verdés